# Beograd, uživo `97 – 2
Beograd, uživo `97 – 2, peti koncertni album srpskog rock sastava Riblja čorba. Objavljen je 25. studenog 1997. u izdanju diskografske kuće Hi-Fi Centar. Snimljen je 1. lipnja 1997. na beogradskom Tašmajdanu u sklopu turneje koja je promovirala album Treći srpski ustanak.

## Popis pjesama
Tekstovi: Bora Đorđević. 
| 1.    | »Dva dinara druže«              | 6:40 |
| 2.    | »Vetar duva, duva, duva«        | 1:47 |
| 3.    | »Dobro jutro«                   | 5:38 |
| 4.    | »Južna Afrika (ja ću da pevam)« | 4:45 |
| 5.    | »Amsterdam«                     | 5:10 |
| 6.    | »Avionu slomiću ti krila«       | 4:14 |
| 7.    | »Zelena trava doma mog«         | 3:50 |
| 8.    | »Kad padne noć (upomoć)«        | 7:53 |
| 9.    | »Pogledaj dom svoj anđele«      | 6:35 |
| 10.   | »Kad' sam bio mlad«             | 2:58 |
| 11.   | »Lutka sa naslovne strane«      | 2:46 |
| 12.   | »Ostani đubre do kraja«         | 5:51 |
| 58:18 |                                 |      |

## Izvođači
- Bora Đorđević - vokal
- Vidoja Božinović - gitara
- Miša Aleksić - bas-gitara
- Vicko Milatović - bubnjevi